# Анаткаси (Канаський район)
Анатка́си (рос. Анаткасы, чув. Анаткасси) — присілок у складі Канаського району Чувашії, Росія. Входить до складу Сеспельського сільського поселення.
Населення — 227 осіб (2010; 254 у 2002).
Національний склад:
- чуваші — 98 %